# Gnathonyx orientalis
Gnathonyx orientalis är en skalbaggsart som beskrevs av Komiya och Nylander 2005. Gnathonyx orientalis ingår i släktet Gnathonyx och familjen långhorningar. Inga underarter finns listade i Catalogue of Life.